# Мещанинов, Андрей Викторович
Андре́й Ви́кторович Мещани́нов (29 июня 1971, Калининград, Московская область) — российский футболист, тренер и функционер.

## Карьера
На юношеском уровне футболом организовано не занимался. В 1991 году попал в состав долгопрудненского «Космоса» и с тех пор выступал за команду в течение многих лет. Рекордсмен клуба по числу по числу забитых голов — 117 и занимает второе место по числу сыгранных за клуб матчей в первенствах страны — 311, отставая от рекордсмена клуба, Сергея Кищенко, всего на один матч. За то время, пока Мещанинов выступал за клуб, тот три раза менял своё название («Космос», «Космос-Квест», снова «Космос» и «Сатурн») и дважды менял свою прописку (клуб базировался в Долгопрудном, Электростали и Егорьевске).
Также выступал за другие подмосковные коллективы: «Лобня-Алла» и «Звезда» (Серпухов). Завершил карьеру в ЛФЛ, играя за «Долгие пруды». Позднее вошёл в тренерский штаб «Долгопрудного» в качестве старшего тренера. С 2012 года возглавлял клуб. Весной 2018 года был переведен на должность спортивного директора клуба.

## Достижения

### Личные
- Лучший бомбардир зоны «Центр» Второго дивизиона (18 мячей): 2008.
- Лучший бомбардир Первенства КФК, зона «Московская область» МРО Центр (51 мяч): 2002[1].